# Turecká hokejová reprezentace
Turecká hokejová reprezentace je hokejový národní tým hrající v roce 2013 Mistrovství světa divize II – skupiny B. Tým již několikrát postoupil do divize II, ale vždy sestoupil hned zpět. V roce 2013 se tým díky 5. místu v této soutěži poprvé udržel, ovšem o rok později znovu sestoupil do III. divize, kde byl roku 2015 domácím týmem.

## Mistrovství světa v ledním hokeji
| MS        | Úroveň       | Místo turnaje | Umístění                         | Celkově                          |
| --------- | ------------ | ------------- | -------------------------------- | -------------------------------- |
| MS – 1992 | Skupina C2   | Johannesburg  | 6. místo                         | 32. místo                        |
| MS – 1998 | Skupina D    | Krugersdorp   | 7. místo                         | 39. místo                        |
| MS – 1999 | Skupina D    | Krugersdorp   | 7. místo                         | 39. místo                        |
| MS – 2000 | Skupina D    | Reykjavík     | 9. místo                         | 42. místo                        |
| MS – 2002 | Divize II A  | Kapské Město  | 6. místo                         | 39. místo                        |
| MS – 2003 | Divize III   | Auckland      | Bronzová medaile                 | 43. místo                        |
| MS – 2004 | Divize III   | Reykjavík     | Stříbrná medaile                 | 42. místo                        |
| MS – 2005 | Divize II A  | Záhřeb        | 6. místo                         | 40. místo                        |
| MS – 2006 | Divize III   | Reykjavík     | Stříbrná medaile                 | 42. místo                        |
| MS – 2007 | Divize II A  | Záhřeb        | 6. místo                         | 39. místo                        |
| MS – 2008 | Divize III   | Lucemburk     | 4. místo                         | 44. místo                        |
| MS – 2009 | Divize III   | Dunedin       | Stříbrná medaile                 | 42. místo                        |
| MS – 2010 | Divize II A  | Naucalpan     | 6. místo                         | 40. místo                        |
| MS – 2011 | Divize III   | Kapské Město  | Bronzová medaile                 | 43. místo                        |
| MS – 2012 | Divize III   | Erzurum       | Zlatá medaile                    | 41. místo                        |
| MS – 2013 | Divize II B  | İzmit         | 5. místo                         | 39. místo                        |
| MS – 2014 | Divize II B  | Jaca          | 6. místo                         | 40. místo                        |
| MS – 2015 | Divize III   | İzmit         | Stříbrná medaile                 | 42. místo                        |
| MS – 2016 | Divize III   | Istanbul      | Zlatá medaile                    | 41. místo                        |
| MS – 2017 | Divize II B  | Auckland      | 6. místo                         | 40. místo                        |
| MS – 2018 | Divize III   | Kapské Město  | Bronzová medaile                 | 43. místo                        |
| MS – 2019 | Divize III   | Sofie         | Stříbrná medaile                 | 42. místo                        |
| MS – 2020 | Divize III A | Kockelscheuer | Zrušeno kvůli pandemii covidu-19 | Zrušeno kvůli pandemii covidu-19 |
| MS – 2021 | Divize III A | Kockelscheuer | Zrušeno kvůli pandemii covidu-19 | Zrušeno kvůli pandemii covidu-19 |
| MS – 2022 | Divize III A | Kockelscheuer | Stříbrná medaile                 | 38. místo                        |
| MS – 2023 | Divize II B  | Istanbul      | 5. místo                         | 39. místo                        |
| MS – 2024 | Divize II B  | Sofie         | 6. místo                         |                                  |